# 汉朝科技

长信宫灯，西汉的一件铜鎏金青铜器，制成于公元前前2世纪。这盏灯于1968年在中山靖王刘胜之妻窦绾墓出土，因为灯身上刻有“长信”的铭文，所以取名叫长信宫灯。

汉朝（公元前202年－公元8年，公元25年－220年）是秦朝后出现的朝代，又称天汉，在中国历史上极具有代表性，具有承先启后的重要地位。汉朝分为两个历史时期，西汉（前202年－8年）与东汉（25年－220年），中间为王莽篡汉建立新朝（9年－23年）与更始帝时期（23年－25年）。亦有以东汉与西汉的首都代指，合称两京。西汉第一位皇帝是汉高祖刘邦，建都长安；东汉第一位皇帝是汉光武帝刘秀，定都洛阳。这一时期见证了中国科学技术的重大进步。
汉朝的冶金术有很大的创新。除了周朝（约 1046 – 公元前 256 年）之前分别发明了用于冶炼生铁和铸铁的高炉和冲天炉，汉代进一步发展了冶炼技术，并用于冶炼钢和熟铁。
汉代人在盐井中安装定滑轮，用滑车和吊桶汲取卤水，再用竹子管道运送到灶房，以此来制盐。
此外，汉人发明了利用水力鼓风冶铁等技术，改进了炼铁工艺，使得汉朝的铁制工具使用广泛，促进了汉朝农业的发展。农耕方面，汉人发明了铁犁铧，重犁，板犁和单足耧车大大提高了产量，从而维持了人口增长。出现了水排（即利用水力鼓风铸铁的机械）等新式灌溉工具。水车的原理还被运用于水碓（一种通过水力把粮食皮壳去掉的机械），以及以水为动力的浑仪。
许多汉人的发明提高了生活质量。汉人发明了造纸术。医学方面，汉代诞生了许多医学著作，如东汉末年张仲景创建的《伤寒杂病论》。数学方面，公元前一世纪的《周髀算经》及东汉初年的《九章算术》则是汉代数学领域的杰作。其中，《九章算术》是战国、秦、汉古代社会创立并巩固时期数学发展的总结，列有分数四则运算、今有术（西方称三率法）、开平方与开立方（包括二次方程数值解法）、盈不足术（西方称双设法）、各种面积和体积公式、线性方程组解法、正负数运算的加减法则、勾股形解法（特别是勾股定理和求勾股数的方法）等筹算方法，形成一个以筹算为中心、与古希腊数学完全不同的独立体系。1983年至1984年，《算数书》在湖北江陵张家山汉墓中出土，《算数书》的发现，对《九章算术》的完成，有着直接的影响，也改写中国古代数学史，将中国古代数学的历史推前三百年。